# Þórarinn Ingi Pétursson

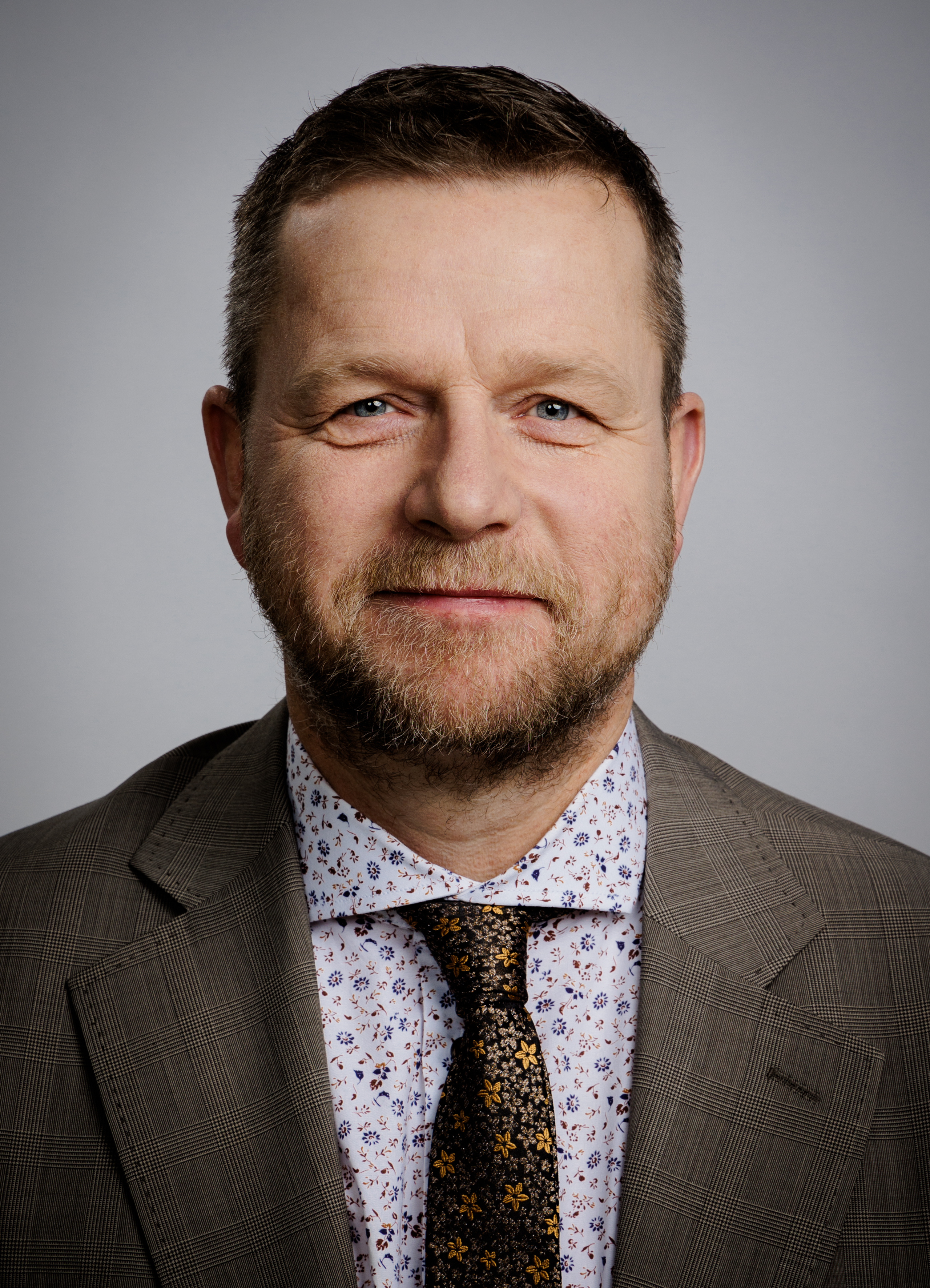
Þórarinn Ingi Pétursson, 2021

Þórarinn Ingi Pétursson (transkribiert Thorarinn Ingi Petursson; * 22. August 1972 in Akureyri) ist ein isländischer Politiker der Fortschrittspartei. Er gehört seit Juli 2021 dem isländischen Parlament Althing an.

## Leben
Der Agronom Þórarinn Ingi Pétursson war seit 1994 als Schafzüchter tätig. Von 2012 bis 2016 war er Vorsitzender des Verbands isländischer Schafzüchter (Landssamtök sauðfjárbænda). Von 2018 bis 2021 gehörte er dem Gemeinderat von Grýtubakki an und war in dieser Gemeinde auch Vorsitzender des Landwirtschafts- und Umweltausschusses.
Nachdem Þórarinn Ingi schon seit 2018 öfters als Stellvertreter (varaþingmaður) für Þórunn Egilsdóttir – im Oktober 2018 für Líneik Anna Sævarsdóttir – im isländischen Parlament Althing amtiert hatte, nahm er nach dem Tod von Þórunn Egilsdóttir im Juli 2021 ihren Sitz für den Nordöstlichen Wahlkreis ein. Bei der Parlamentswahl in Island 2021 konnte er diesen Sitz halten.
Mit Stand 2022 gehört er dem parlamentarischen Gewerbeausschuss, dem Ausschuss für Umwelt und Verkehr sowie dem Haushaltsausschuss an. Er ist Mitglied der isländischen Delegation im Westnordischen Rat.